# Ciclismo ai Giochi della XIV Olimpiade - Corsa in linea
La corsa in linea maschile di ciclismo su strada dei Giochi della XIV Olimpiade si svolse il 13 agosto 1948 allo Windsor Great Park di Londra, nel Regno Unito.
La gara era una prova in linea su un circuito di 11,45 Km da percorrere 17 volte per un totale di 194,65 Km.

## Ordine d'arrivo
Nota: R ritirato, NP non partito, FT fuori tempo, S squalificato
| Pos. | Corridore             | Squadra           | Tempo    |
| ---- | --------------------- | ----------------- | -------- |
| 1    | José Beyaert          | Francia           | 5h18'12" |
| 2    | Gerrit Voorting       | Paesi Bassi       | a 3"     |
| 3    | Lode Wouters          | Belgio            | s.t.     |
| 4    | Léon De Lathouwer     | Belgio            | s.t.     |
| 5    | Nils Johansson        | Svezia            | s.t.     |
| 6    | Bob Maitland          | Gran Bretagna     | s.t.     |
| 7    | Jack Hoobin           | Australia         | a 5"     |
| 8    | Gordon Thomas         | Gran Bretagna     | s.t.     |
| 9    | Alfo Ferrari          | Italia            | a 3'32"  |
| 10   | Silvio Pedroni        | Italia            | s.t.     |
| 11   | Alain Moineau         | Francia           | s.t.     |
| 12   | Eugène Van Roosbroeck | Belgio            | s.t.     |
| 13   | Jakob Schenk          | Svizzera          | as.t.    |
| 14   | Rudolf Valenta        | Austria           | a 6'35"  |
| 15   | Jean Brun             | Svizzera          | a 8'41"  |
| 16   | Ian Scott             | Gran Bretagna     | a 8'44"  |
| 17   | Jacques Dupont        | Francia           | a 10'09" |
| 18   | Harry Snell           | Svezia            | a 10'09" |
| 19   | Franco Fanti          | Italia            | a 11'22" |
| 20   | Livio Isotti          | Italia            | a 12'56" |
| 21   | Ceferino Peroné       | Argentina         | a 15'02" |
| 22   | Dante Benvenuti       | Argentina         | s.t.     |
| 23   | Miguel Sevillano      | Argentina         | s.t.     |
| 24   | Åke Olivestedt        | Svezia            | a 15'35" |
| 25   | Walter Reiser         | Svizzera          | a 16'12" |
| 26   | Russell Mockridge     | Australia         | a 21'42" |
| 27   | Kristian Pedersen     | Danimarca         | a 21'44" |
| 28   | Knud Andersen         | Danimarca         | s.t.     |
| R    | Mario Mathieu         | Argentina         | -        |
| R    | Kenneth Caves         | Australia         | -        |
| R    | James Nestor          | Australia         | -        |
| R    | Hans Goldschmid       | Austria           | -        |
| R    | Siegmund Huber        | Austria           | -        |
| R    | Josef Pohnetal        | Austria           | -        |
| R    | Liévin Lerno          | Belgio            | -        |
| R    | Laddie Lewis          | Guyana britannica | -        |
| R    | Lorne Atkinson        | Canada            | -        |
| R    | Florent Jodoin        | Canada            | -        |
| R    | Lance Pugh            | Canada            | -        |
| R    | Laurent Tessier       | Canada            | -        |
| R    | Rafael Iturrate       | Cile              | -        |
| R    | Mario Masanés         | Cile              | -        |
| R    | Exequiel Ramírez      | Cile              | -        |
| R    | Rogelio Salcedo       | Cile              | -        |
| R    | Børge Saxil Nielsen   | Danimarca         | -        |
| R    | Rudolf Rasmussen      | Danimarca         | -        |
| R    | Paul Backman          | Finlandia         | -        |
| R    | Torvald Högström      | Finlandia         | -        |
| R    | Erkki Koskinen        | Finlandia         | -        |
| R    | René Rouffeteau       | Francia           | -        |
| R    | Ernie Clements        | Gran Bretagna     | -        |
| R    | Manthos Kaloudis      | Grecia            | -        |
| R    | Evangelos Kouvelis    | Grecia            | -        |
| R    | Petros Leonidis       | Grecia            | -        |
| R    | Henk Faanhof          | Paesi Bassi       | -        |
| R    | Evert Grift           | Paesi Bassi       | -        |
| R    | Piet Peters           | Paesi Bassi       | -        |
| R    | Malcolm Havladar      | India             | -        |
| R    | Raj Kumar Mehra       | India             | -        |
| R    | Eruch Mistry          | India             | -        |
| R    | Homi Powri            | India             | -        |
| R    | Hwang San-Ung         | Corea del Sud     | -        |
| R    | Gwon Ik-Hyeon         | Corea del Sud     | -        |
| R    | Robert Bintz          | Lussemburgo       | -        |
| R    | Marcel Ernzer         | Lussemburgo       | -        |
| R    | Henri Kellen          | Lussemburgo       | -        |
| R    | Pitty Scheer          | Lussemburgo       | -        |
| R    | Placido Herrera       | Messico           | -        |
| R    | Francisco Rodríguez   | Messico           | -        |
| R    | Gabino Rodríguez      | Messico           | -        |
| R    | Manuel Solis          | Messico           | -        |
| R    | Thomas Russell Carter | Nuova Zelanda     | -        |
| R    | Lorang Christiansen   | Norvegia          | -        |
| R    | Leif Flengsrud        | Norvegia          | -        |
| R    | Erling Kristiansen    | Norvegia          | -        |
| R    | Aage Myhrvold         | Norvegia          | -        |
| R    | Wazir Ali             | Pakistan          | -        |
| R    | Hernán Llerena        | Perù              | -        |
| R    | Pedro Mathey          | Perù              | -        |
| R    | Luis Poggi            | Perù              | -        |
| R    | Dirkie Binneman       | Sudafrica         | -        |
| R    | George Estman         | Sudafrica         | -        |
| R    | Wally Rivers          | Sudafrica         | -        |
| R    | Olle Wänlund          | Svezia            | -        |
| R    | Giovanni Rossi        | Svizzera          | -        |
| R    | Ali Çetiner           | Turchia           | -        |
| R    | Mustafa Osmanlı       | Turchia           | -        |
| R    | Orhan Suda            | Turchia           | -        |
| R    | Talat Tunçalp         | Turchia           | -        |
| R    | Frank Brilando        | Stati Uniti       | -        |
| R    | Ed Lynch              | Stati Uniti       | -        |
| R    | Chester Nelsen        | Stati Uniti       | -        |
| R    | Wendell Rollins       | Stati Uniti       | -        |
| R    | Waldemar Bernatzky    | Uruguay           | -        |
| R    | Enrique Demarco       | Uruguay           | -        |
| R    | Mario Figueredo       | Uruguay           | -        |
| R    | Luis López            | Uruguay           | -        |
| R    | Milan Poredski        | Jugoslavia        | -        |
| R    | August Prosenik       | Jugoslavia        | -        |
| R    | Aleksandar Strain     | Jugoslavia        | -        |
| R    | Aleksandar Zorić      | Jugoslavia        | -        |